# Peter Bühlmann
Peter Lukas Bühlmann (Zurique, 12 de abril de 1965) é um matemático suíço, professor do Instituto Federal de Tecnologia de Zurique. 

## Vida
Bühlmann estudou matemática a partir de 1985 na Universidade de Zurique, obtendo o diploma em 1990, onde obteve um doutorado em 1993, orientado por Hans-Rudolf Künsch e Erwin Bolthausen, com a tese The Blockwise Bootstrap in Time Series and Empirical Processes. Esteve como pós-doutorando na Universidade da Califórnia em Berkeley, onde foi 1995 professor assistente. Em 1997 foi docente no Instituto Federal de Tecnologia de Zurique, onde tornou-se professor ordinário em 2004.
Para 2018 está convidado como palestrante do Congresso Internacional de Matemáticos no Rio de Janeiro.

## Publicações selecionadas
Livros:
- com Sara van de Geer: Statistics for high-dimensional data. Methods, Theory and Applications, Springer 2011
- Editor com P. Drineas, M. Kane, M. van der Laan: Handbook of Big Data, Chapman and Hall 2016
- Editor com outros: Statistical Analysis for High-Dimensional Data. The Abel Symposium 2014, Springer 2016

Artigos:
- com N. Meinshausen: High-dimensional graphs and variable selection with the lasso, Annals of Statistics, Band 34, 2006, S. 1436–1462, Arxiv
- com N. Meinshausen: Stability selection, Journal of the Royal Statistical Society: Series B, Band 72, 2010, S. 417–473
- com L. Meier, S. Van de Geer: The group lasso for logistic regression, Journal of the Royal Statistical Society: Series B, Band 70, 2008, S. 53–71
- com A. Prelic u.a.: A systematic comparison and evaluation of biclustering methods for gene expression data, Bioinformatics, Band 22, 2006, S. 1122–1129
- com B. Yu: Boosting with the L 2 loss: regression and classification, Journal of the American Statistical Association, Band 98, 2003, S. 324–339
- com J. J. Goeman: Analyzing gene expression data in terms of gene sets: methodological issues, Bioinformatics, Band 23, 2007, S. 980–987
- com B. Yu: Analyzing bagging, Annals of Statistics, Band 30, 2002, S. 927–961
- com T. Hothorn: Boosting algorithms: Regularization, prediction and model fitting, Statistical Science, Band 22, 2007, S. 477–505
- com S. van de Geer: On the conditions used to prove oracle results for the Lasso, Electronic Journal of Statistics, Band 3, 2009, S. 1360–1392